# Blaudeix
Blaudeix är en kommun i departementet Creuse i regionen Nouvelle-Aquitaine i de centrala delarna av Frankrike. Kommunen ligger i kantonen Jarnages som tillhör arrondissementet Guéret. År 2022 hade Blaudeix 110 invånare.

## Befolkningsutveckling
Antalet invånare i kommunen Blaudeix
Referens:INSEE